# Jean Karadja Pasha
Jean Constantin Alexandre Othon Karadja Pasha, född 9 mars 1835 i Nafplion, död 11 augusti 1894 i Haag, var en fanariotisk prins, och osmansk diplomat. Han var även violinist och kompositör.

## Familj
Jean Karadja var son till prins Constantin Caradja (1799–1860) och Adèle Condo Dandolo (1814–1891) som härstammade från den kända venetianska Dogesläkten. Han var barnbarn till prins Jean Caradja (1734–1844).
År 1859 gifte han sig med Caroline Durand i Konstantinopel. De fick ett barn innan de skilde sig: prinsessan Marguerite Karadja Durand (1859–1944), som gifte sig med den franske diplomaten Evain Pavée de Vendeuvre. De fick sju barn.
Den 24 april 1887 gifte han sig med Marie Louise Olsson Smith (1868–1943). Hon var dotter till den svenske industrimannen och riksdagsmannen Lars Olsson Smith (1836-1913), även kallad Brännvinskungen.
Jean Karadja hade två barn inom äktenskapet, prins Constantin Jean Lars Anthony Démétrius Karadja, gift med prinsessan Marcela Elena Caradja (1896–1971) från Rumänien och Despina Marie Roxane Alexandra Theodora Karadja (1892–1983), ogift. Han hade också utanför äktenskapet dottern Jeanne Nyström, som vid två års ålder adopterades av Knut Agathon och Alice Wallenberg och gavs namnet Nannie Wallenberg.

## Utbildning
Efter gymnasiet i Aten studerade han vid militärskolan och juridikstudier i Berlin. Vid 15 års ålder antogs han 1850 för översättningstjänst i det Osmanska riket, vid skolan där alla osmanska diplomater utbildades. 

## Diplomatisk karriär
År 1851 utnämndes Jean Karadja till sekreterare för den osmanska legationen i Berlin, vilken leddes av hans far Constantin mellan december 1847 och oktober 1857. Det var praxis att de lägre befattningarna vid det osmanska utrikesdepartementet besattes med personer från den egna släkten. 
År 1854 utnämndes han till förste sekreterare vid den osmanska legationen i Haag och i november samma år utnämndes han till officer i generalstaben. Han blev även utnämnd till förste sekreterare vid legationen i Bryssel och Haag och blev även militärattaché. År 1860 blev han generalkonsul i Ancona. I april 1871 blev han generalkonsul i Venedig och i november 1874 i Brindisi. I september 1879 utnämndes han till rektor vid Galatasaray-gymnasiet i Konstantinopel samt l erhöll titeln Pascha.
I juli 1881 vid 46 års ålder och med 31 år i diplomatisk tjänst utnämndes han till plenipotentiär minister i Haag och samtidigt i Stockholm, där han bosatte sig och blev en välkänd personlighet i de diplomatiska kretsarna och inom societeten. Han dog 1894 och ligger begravd i det ortodoxa kapellet i familjeslottet Les Concessiones i Bovigny i Belgien. Under sina 44 år i diplomatisk tjänst för det osmanska riket bodde han endast två, tre år inom riket.